# Saint-Denis-le-Vêtu
Saint-Denis-le-Vêtu est une commune française, située dans le département de la Manche en région Normandie, peuplée de 605 habitants.

## Géographie
La commune est en pays coutançais, dans le bocage normand. Son bourg est à 9 km au sud de Coutances, à 10 km au nord de Gavray, à 11 km à l'est de Montmartin-sur-Mer et à 11 km au sud-ouest de Cerisy-la-Salle.
| Saussey, Contrières | Ouville             | Montpinchon |
| Contrières          | Saint-Denis-le-Vêtu | Roncey      |
| Trelly              | Guéhébert           | Roncey      |

### Hydrographie
La commune est située dans le bassin Seine-Normandie. Elle est drainée par la Vanne, le ruisseau de Malfiance, le fossé 01 de la commune de Saint-Denis-le-Vêtu, le fossé 01 de la Pennerie, le fossé 02 de la Normanderie, le fossé 02 du Village de Bas et le ruisseau du Pont Cee,,.
La Vanne, d'une longueur de 20 km, prend sa source dans la commune de Notre-Dame-de-Cenilly et se jette  dans la Sienne à Quettreville-sur-Sienne, après avoir traversé sept communes. 

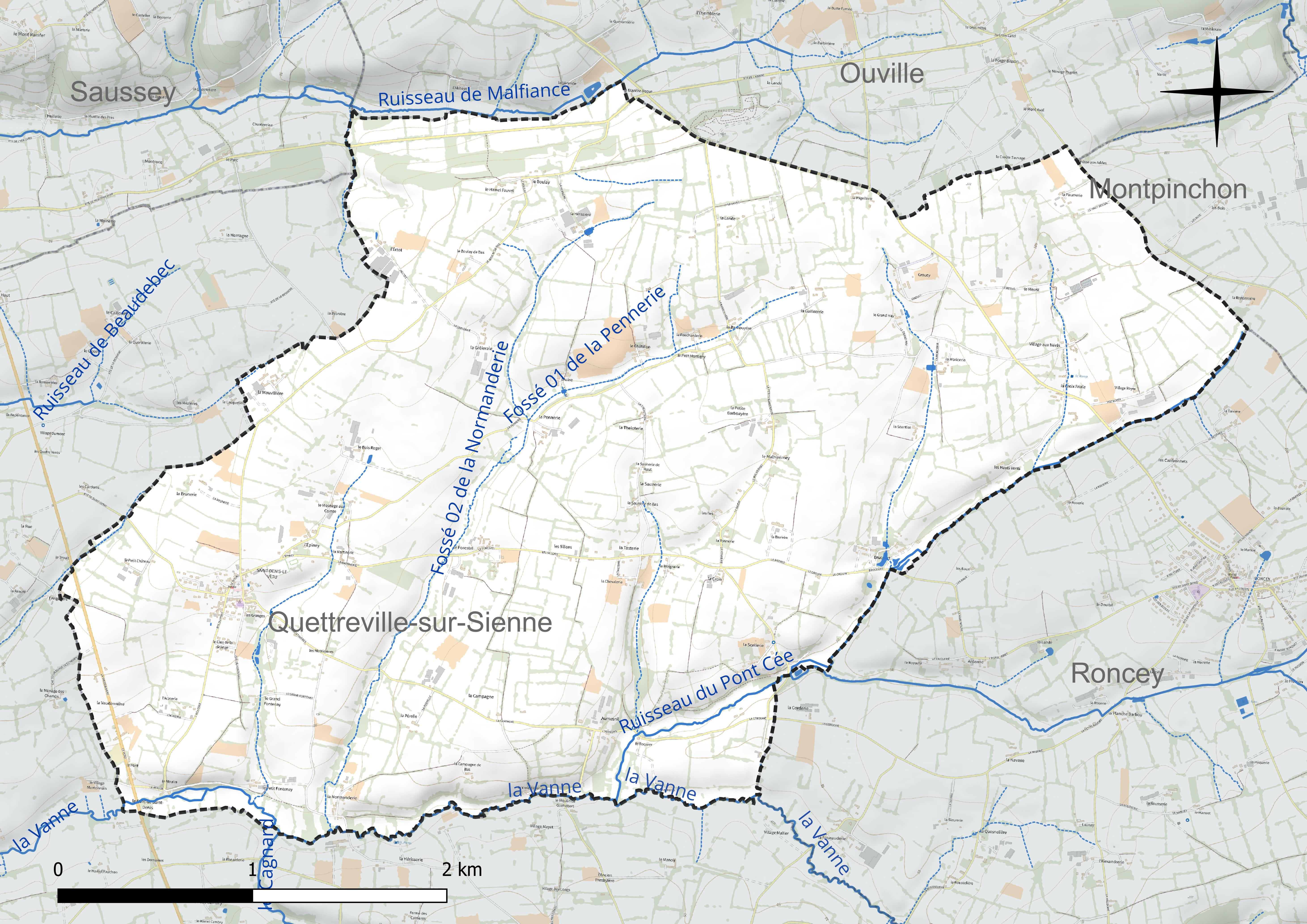
Réseau hydrographique de Saint-Denis-le-Vêtu.

### Climat
Pour des articles plus généraux, voir Climat de la Normandie et Climat de la Manche.
En 2010, le climat de la commune est de type climat océanique franc, selon une étude du CNRS s'appuyant sur une série de données couvrant la période 1971-2000. En 2020, Météo-France publie une typologie des climats de la France métropolitaine dans laquelle la commune est exposée à un climat océanique et est dans la région climatique  Normandie (Cotentin, Orne), caractérisée par une pluviométrie relativement élevée (850 mm/a) et un été frais (15,5 °C) et venté. Parallèlement le GIEC normand, un groupe régional d’experts sur le climat, différencie quant à lui, dans une étude de 2020, trois grands types de climats pour la région Normandie, nuancés à une échelle plus fine par les facteurs géographiques locaux. La commune est, selon ce zonage, exposée à un « climat maritime », correspondant au Cotentin et à l'ouest du département de la Manche, frais, humide et pluvieux, où les contrastes pluviométrique et thermique sont parfois très prononcés en quelques kilomètres quand le relief est marqué.
Pour la période 1971-2000, la température annuelle moyenne est de 10,9 °C, avec une amplitude thermique annuelle de 11,6 °C. Le cumul annuel moyen de précipitations est de 995 mm, avec 14 jours de précipitations en janvier et 8,7 jours en juillet. Pour la période 1991-2020, la température moyenne annuelle observée sur la station météorologique la plus proche, située sur la commune de Coutances à 7 km à vol d'oiseau, est de 11,7 °C et le cumul annuel moyen de précipitations est de 1 092,8 mm,. Pour l'avenir, les paramètres climatiques de la commune estimés pour 2050 selon différents scénarios d’émission de gaz à effet de serre sont consultables sur un site dédié publié par Météo-France en novembre 2022.

## Urbanisme

### Typologie
Au 1er janvier 2024, Saint-Denis-le-Vêtu est catégorisée commune rurale à habitat dispersé, selon la nouvelle grille communale de densité à sept niveaux définie par l'Insee en 2022.
Elle est située hors unité urbaine. Par ailleurs la commune fait partie de l'aire d'attraction de Coutances, dont elle est une commune de la couronne,. Cette aire, qui regroupe 37 communes, est catégorisée dans les aires de moins de 50 000 habitants,.

### Occupation des sols
L'occupation des sols de la commune, telle qu'elle ressort de la base de données européenne d’occupation biophysique des sols Corine Land Cover (CLC), est marquée par l'importance des territoires agricoles (97,3 % en 2018), une proportion sensiblement équivalente à celle de 1990 (97,6 %).
La répartition détaillée en 2018 est la suivante : prairies (69,2 %), terres arables (20,9 %), zones agricoles hétérogènes (7,2 %), zones urbanisées (2,7 %).

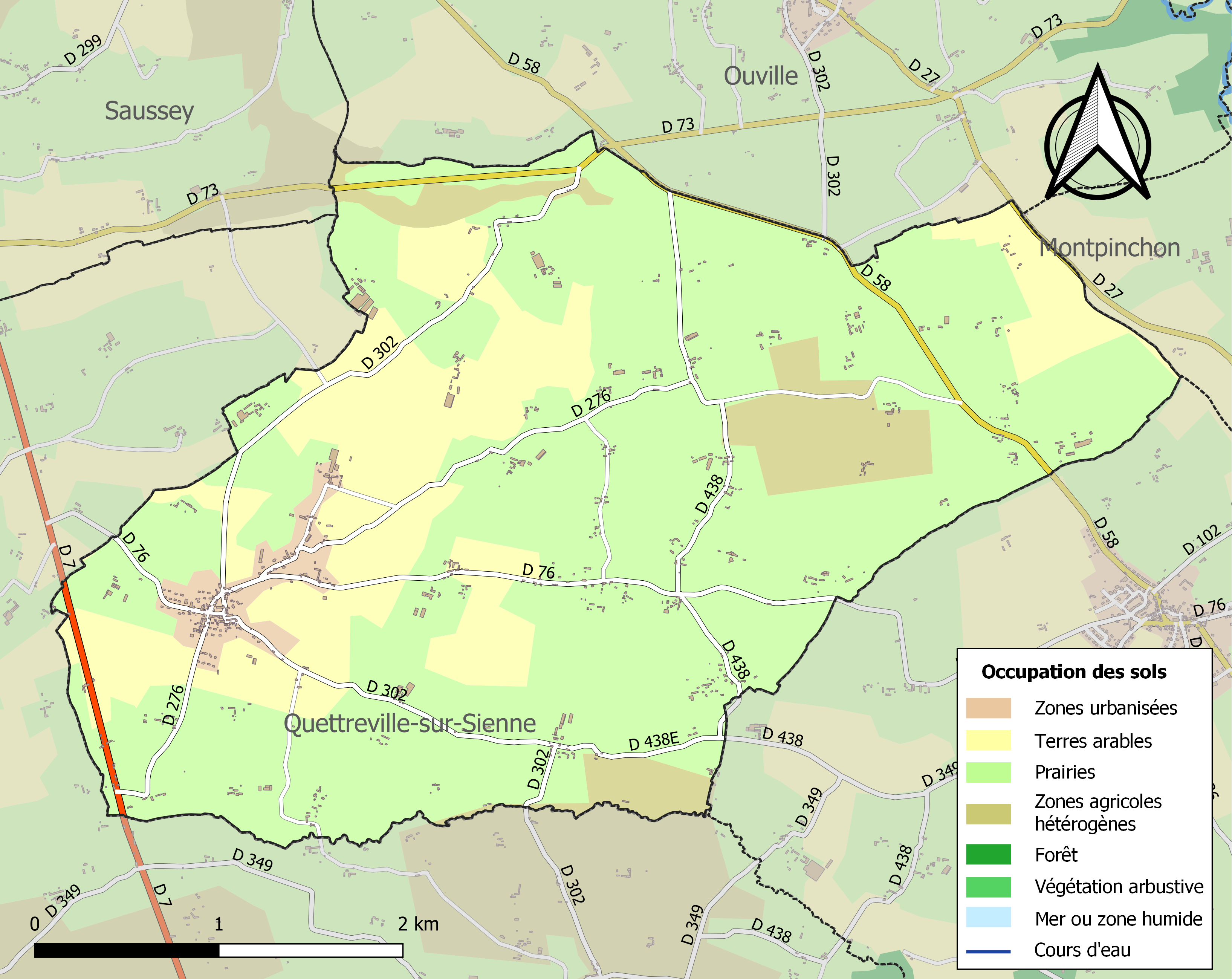
Carte des infrastructures et de l'occupation des sols de la commune en 2018 (CLC).

L'évolution de l’occupation des sols de la commune et de ses infrastructures peut être observée sur les différentes représentations cartographiques du territoire : la carte de Cassini (XVIIIe siècle), la carte d'état-major (1820-1866) et les cartes ou photos aériennes de l'IGN pour la période actuelle (1950 à aujourd'hui).

## Toponymie
Le nom de la localité est attesté sous les formes Sancti Donisii Vetiti vers 1200 et Sanctis Dionisis Vestitis sans date.
La paroisse était dédiée à Denis de Paris.
Le second élément Vêtu oppose la végétation du lieu, déjà mis en culture, à celle de Saint-Denis-le-Gast, situé à moins de 10 km au sud-est, gast qualifiant en ancien français une terre inculte ou non cultivée à l'époque des essarteurs.
Le gentilé est Saint-Denisais.

## Histoire

### Moyen Âge
Le village relevait pour le principal des abbayes de Hambye et de Blanchelande. En 1280, c'est Guillaume Gautier qui en est seigneur, et à partir du XVIe siècle la famille Le Conte qui avaient pour armes : d'or au vautour d'argent becqué et membré de gueules.
Guillaume de Colombières, seigneur de Brucourt, lors de la guerre de Cent Ans dut laisser son manoir et ses propriétés aux Anglais, qu'il retrouva après la victoire de Formigny en 1450.

### Temps modernes
Au cours du XVIe siècle, Yoland de Hérouville, dit colonel Saint-Denis, seigneur de Bosville, lieutenant de Colombières, chef protestant de Normandie, s'illustra le 10 août 1562 en asseyant Arthur de Cossé, évêque de Coutances, sur un âne. Il meurt en 1597 au cours du pillage du manoir de la Fauvellière à Savigny.
En 1621, Brucourt a pour seigneur Louis Le Conte de Nonant.

## Politique et administration
| Période                                  | Période   | Identité         | Étiquette | Qualité     |
| ---------------------------------------- | --------- | ---------------- | --------- | ----------- |
| 1941                                     | 1977      | Jules Duquesnay  |           |             |
| 1977                                     | mars 2001 | Roger Beauquesne |           |             |
| mars 2001                                | En cours  | Claude Hennequin | SE        | Agriculteur |
| Les données manquantes sont à compléter. |           |                  |           |             |

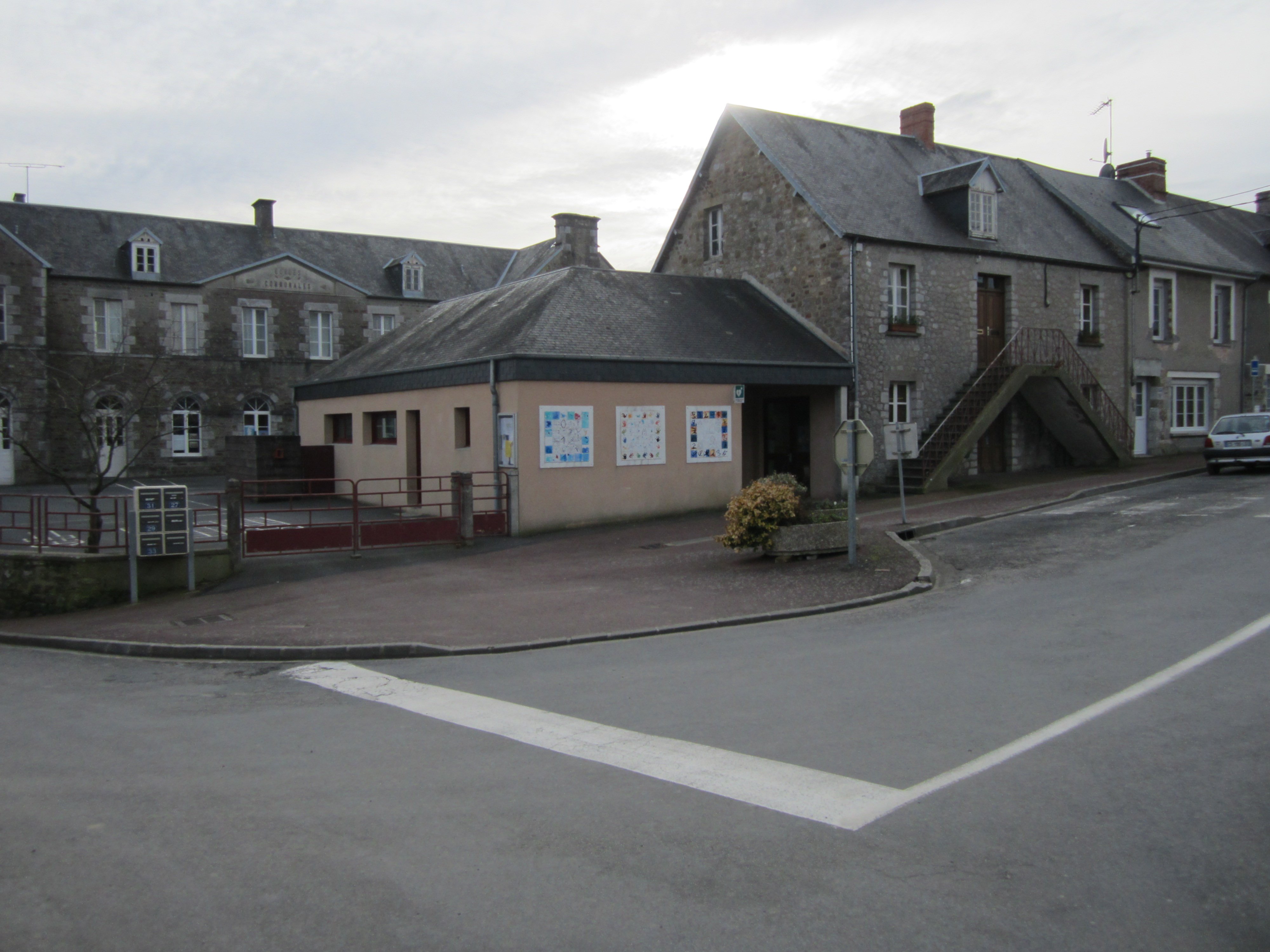
La mairie.

Le conseil municipal est composé de quinze membres dont le maire et trois adjoints.

## Population et société

### Démographie
L'évolution du nombre d'habitants est connue à travers les recensements de la population effectués dans la commune depuis 1793. Pour les communes de moins de 10 000 habitants, une enquête de recensement portant sur toute la population est réalisée tous les cinq ans, les populations de référence des années intermédiaires étant quant à elles estimées par interpolation ou extrapolation. Pour la commune, le premier recensement exhaustif entrant dans le cadre du nouveau dispositif a été réalisé en 2007.
En 2022, la commune comptait 605 habitants, en évolution de −2,26 % par rapport à 2016 (Manche : −0,31 %, France hors Mayotte : +2,11 %).
Saint-Denis-le-Vêtu a compté jusqu'à 1 483 habitants en 1806.
| 1793  | 1800  | 1806  | 1821  | 1831  | 1836  | 1841  | 1846  | 1851  |
| ----- | ----- | ----- | ----- | ----- | ----- | ----- | ----- | ----- |
| 1 329 | 1 314 | 1 483 | 1 377 | 1 464 | 1 440 | 1 434 | 1 452 | 1 445 |

| 1856  | 1861  | 1866  | 1872  | 1876  | 1881  | 1886  | 1891  | 1896  |
| ----- | ----- | ----- | ----- | ----- | ----- | ----- | ----- | ----- |
| 1 419 | 1 392 | 1 391 | 1 306 | 1 282 | 1 208 | 1 179 | 1 080 | 1 018 |

| 1901  | 1906  | 1911 | 1921 | 1926 | 1931 | 1936 | 1946 | 1954 |
| ----- | ----- | ---- | ---- | ---- | ---- | ---- | ---- | ---- |
| 1 021 | 1 004 | 973  | 760  | 765  | 784  | 805  | 810  | 785  |

| 1962 | 1968 | 1975 | 1982 | 1990 | 1999 | 2006 | 2007 | 2012 |
| ---- | ---- | ---- | ---- | ---- | ---- | ---- | ---- | ---- |
| 709  | 648  | 515  | 539  | 547  | 595  | 605  | 606  | 610  |

| 2017 | 2022 | - | - | - | - | - | - | - |
| ---- | ---- | - | - | - | - | - | - | - |
| 620  | 605  | - | - | - | - | - | - | - |

### Sports et loisirs
L'Amicale sportive saint-denisaise fait évoluer deux équipes de football en divisions de district.

## Culture locale et patrimoine

### Lieux et monuments
- Église Saint-Denis, gothique des XIIIe, XVIe – XVIIIe siècles avec une tour ogivale construite en 1506. Elle abrite des fonts baptismaux du XVIe (1575), les statues de saint Denis céphalophore du XVIe, de saint Éleuthère du XVIIe, de saint Rustique du XVIIe, une Vierge à ceinture du XXe, une verrière des XIXe-XXe de Mazuet[27].
- Manoir de la Greslerie des XVIe – XVIIe siècles.
- Manoir de Bosville du XVIIe siècle.
- Manoir de Brucourt des XVIe, XVIIe et XIXe siècles.
- Croix de chemin.
- Croix de cimetière du XVIIIe siècle.
- Rives de la Vanne et du ruisseau du Pont-Cée.

### Héraldique
| Blason de Saint-Denis-le-Vêtu | Blason  | Parti : au 1er coupé au I d'or à la mitre de pourpre, garnie d'argent et enfermée dans une chaîne de sable posée en orle, au II fasce de gueules et d'or de huit pièces, au 2e de sinople à la divise ondée d'azur, bordée d'argent et alésée, surmontée de trois pommes feuillées d'or mal ordonnées et soutenue de trois épis de blé empoignés, feuillés et liés d'or ; le tout sommé d'un chef ondé de gueules chargé de deux léopards d'or, armés et lampassés d'azur, l'un au-dessus de l'autre, et accostés de deux crosses d'abbé d'argent. Différences entre dessin et blasonnement : la divise est dite "bordée" mais ne l'est pas dessinée tout le tour.. |
| Blason de Saint-Denis-le-Vêtu | Détails | Les léopards d'or sur champ de gueules rappellent les armes de la Normandie Adopté le 11 octobre 2021. |